# Roberto Cavalli
Roberto Cavalli (Florença, 15 de novembro de 1940 – 12 de abril de 2024) foi um estilista italiano.

## Biografia
Cavalli nasceu em Florença, Itália, em uma família aristocrata. Seu avô, Giuseppe Rossi, era um prolífico membro do Macchiaioli, cujo trabalho se exibe na Galleria degli Uffizi. Cavalli decidiu ingressar no instituto de arte local, concentrando-se em impressão têxtil. Enquanto ainda era estudante, criou uma série de desenhos florais que chamaram a atenção de importantes camisetarias italianas.
No começo da década de 1970, Cavalli inventou e patenteou um método revolucionário para estampar couro e criou diferentes técnicas para diversos materiais. Estas técnicas foram introduzidas pela primeira vez em Paris, sendo imediatamente notadas por Hermès e Pierre Cardin.
Quando tinha trinta anos apresentou sua primeira coleção no Salão de Prêt-à-Porter, em París, para logo exibi-la na Sala Branca do Palácio Pitti em Florença. Em 1972, inaugurou sua primeira boutique em Saint-Tropez, na França.
Em 1980 se casou com Eva Düringer, que havia sido sua companheira e sócia comercial durante muito tempo. Em Milão, em 1994, Cavalli apresentou seus primeiros jeans desgastados com areia. Em dezembro do mesmo ano abriu tendas em São Bartolomeu (França), em Veneza e novamente em Saint-Tropez.
Além da principal linha de moda, a qual se vende em mais de cinquenta países, Roberto Cavalli desenha as linhas RC Menswear e Just Cavalli desde 1998. A primeira cobre o mercado masculino e a segunda está voltada a mulheres jovens com vestimentas, acessórios, óculos, relógios, perfumes, lingeries e trajes de banho. Também existe a linha infantil Angels & Devils Children Collection, a linha Class, duas coleções de roupas íntimas, sapatos, óculos, relógios e perfumes.
Em 2002, Cavalli inaugurou seu primeiro shopping-café em Florença, decorado com estampas de animais diversos, criado por ele próprio. Pouco tempo depois, abriu o café Just Cavalli na Torre Branca de Milão e logo outra boutique na Vía della Spiga, em Vía Montenapoleone, em Milão.
Em junho de 2008, Cavalli declarou ao diário estadunidense Women's Wear Daily que buscava um sócio, gerando rumores de uma possível venda do seu negócio. Mais tarde, declarou que apenas necessitava de alguém que seria encarregado das finanças de sua empresa para que ele pudesse se concentrar mais em seus processos de criação. Na América conta apenas com boutiques no México, Canadá, Panamá e Estados Unidos.
O estilista morreu aos 83 anos em Florença, sua cidade natal, na Itália em 12 de abril de 2024.

## Críticas
Em 2004 a comunidade da India criticou duramente Cavalli por comercializar uma linha de lingerie — desenhada para as lojas Harrods — que incluía imagens das deusas do Sul da Ásia. A coleção foi eventualmente retirada e foi feito um pedido de desculpas formal.

## Vida pessoal
O designer casou com Silvanella Giannoni em 1964, com quem teve dois filhos, Tommaso e Cristina. O casal separou-se dez anos depois. Em 1980, Cavalli voltou a casar, desta vez com a estilista austríaca Eva Maria Duringer, com quem teve mais três filhos: Robert, Rachele e Daniele. O casal divorciou-se em 2010. Em 2014 iniciou uma relação com Sandra Nilsson (nascida em 17 de fevereiro de 1984 (41 anos)), da qual teve um filho em março de 2024 (o estilista tinha 82 anos), chamado Giorgio, como o avô que foi morto pelos nazis no massacre de Cavriglia quando o estilista tinha quatro anos.